# Die fünfzig Bücher
Die fünfzig Bücher sind eine monografische Reihe, die von 1916 bis 1921 in Berlin und Wien im Ullstein-Verlag erschien. Insgesamt erschienen 30 Ausgaben.
Während der Kriegsjahre des Ersten Weltkriegs entstanden im Verlag auch Reihen wie die „Ullstein-Kriegsbücher“ (die die Reihe der Ullstein-Jugendbücher ersetzte) und „Männer und Völker“.
Die folgende Übersicht erhebt keinen Anspruch auf Aktualität oder Vollständigkeit:

## Bände (Auswahl)
- Der junge Fritz in Rheinsberg. Berlin : Ullstein, [1923]
- Briefe, Dichtungen, Erinnerungen. Hölderlin, Friedrich. – Berlin : Ullstein, 1921
- Das Leben des Buddha. Dutoit, Julius. – Berlin : Ullstein [& Co.], 1921
- Der ästhetische Tee. Tornius, Valerian. – Berlin : Ullstein, 1921
- Der junge Schiller. Soll, Karl. – Berlin : Ullstein [& Co.], 1921
- Die Rahel. Varnhagen, Rahel. – Berlin : Ullstein [& Co.], 1921
- Die stilisierte Frau. Bülow, Frieda von. – Berlin : Ullstein, 1921
- Ein König Lear des Dorfes. Turgenev, Ivan Sergeevič. – Berlin : Ullstein, 1921
- Fanny Elßler. Linden, Ilse. – Berlin : Ullstein [& Co.], 1921.
- Rokoko. Boehn, Max von. – Berlin : Ullstein [& Co.], 1921
- Das Berliner Lokalstück. Berlin : Ullstein, 1920
- Der Hahn von Quakenbrück und andere Novellen. Huch, Ricarda. – Berlin : Ullstein, 1920
- Drei Erzählungen. Flaubert, Gustave. – Berlin : Ullstein, 1920
- Ein Meteor. Halbe, Max. – Berlin : Ullstein, 1920
- Herr Wenzel auf Rehberg und sein Knecht Kaspar Dinckel. Salten, Felix. – Berlin : Ullstein, 1920
- Kasperl-Theater. Pocci, Franz, Graf von. – Berlin : Ullstein, 1920
- Alt-Berliner Humor. Berlin : Ullstein, [1916]
- Berliner Novellen. Hoffmann, E. T. A.. – Wien : Ullstein, [1916]
- Briefe, Aufzeichnungen, Gespräche. Schopenhauer, Arthur. – Berlin : Ullstein, [1916]
- Briefe, Gespräche, Erinnerungen. Beethoven, Ludwig van. – Berlin : Ullstein, [1916]
- Der Wiener Kongreß. Soll, Karl. – Berlin : Ullstein, [1916]
- Deutsche Einigung. Kühn, Joachim. – Berlin : Ullstein, [1916]
- Familienbriefe. Maria Theresia, Österreich, Erzherzogin. – Wien : Ullstein & Co., [1916]
- Novellen von Heinrich von Kleist. Kleist, Heinrich von. – Berlin : Ullstein, [1916]
- Oesterreichische Novellen. Wien : Ullstein & Co., 1916
- Orientalische Königsgeschichten. Herodotus. – Wien : Ullstein, [1916]
- Paris 1870–1871. Wien : Ullstein & Co., 1916
- Romantische Novellen. Berlin : Ullstein, [1916]
- Ut de Franzosentid. Reuter, Fritz. – Berlin : Ullstein, [1916]